# Pfarrhaus

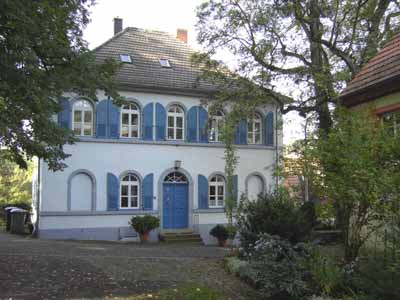
Pfarrhaus Finkenbach-Gersweiler (1830)

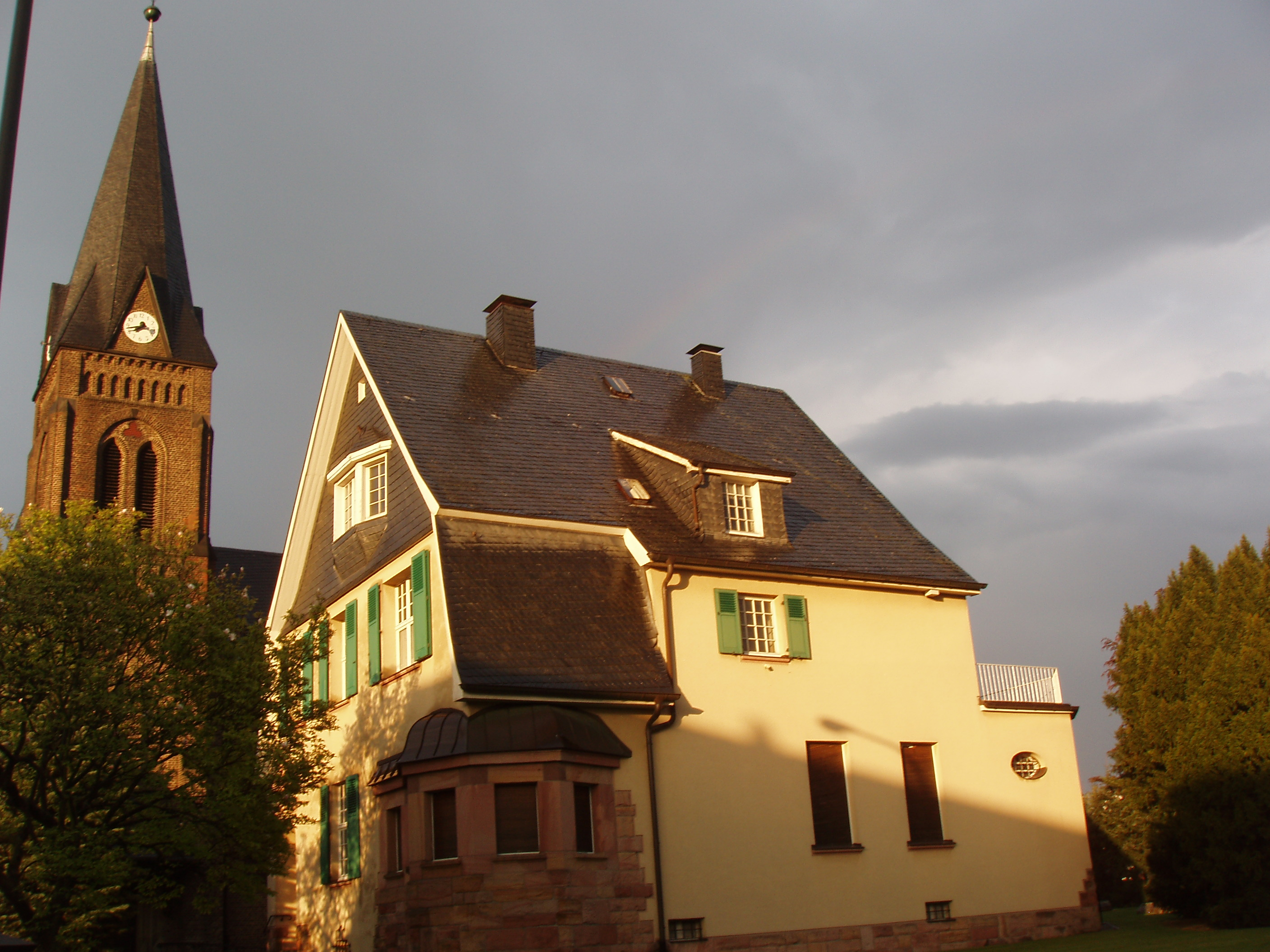
Pfarrhaus der Kirche St. Barbara in Langenfeld-Reusrath

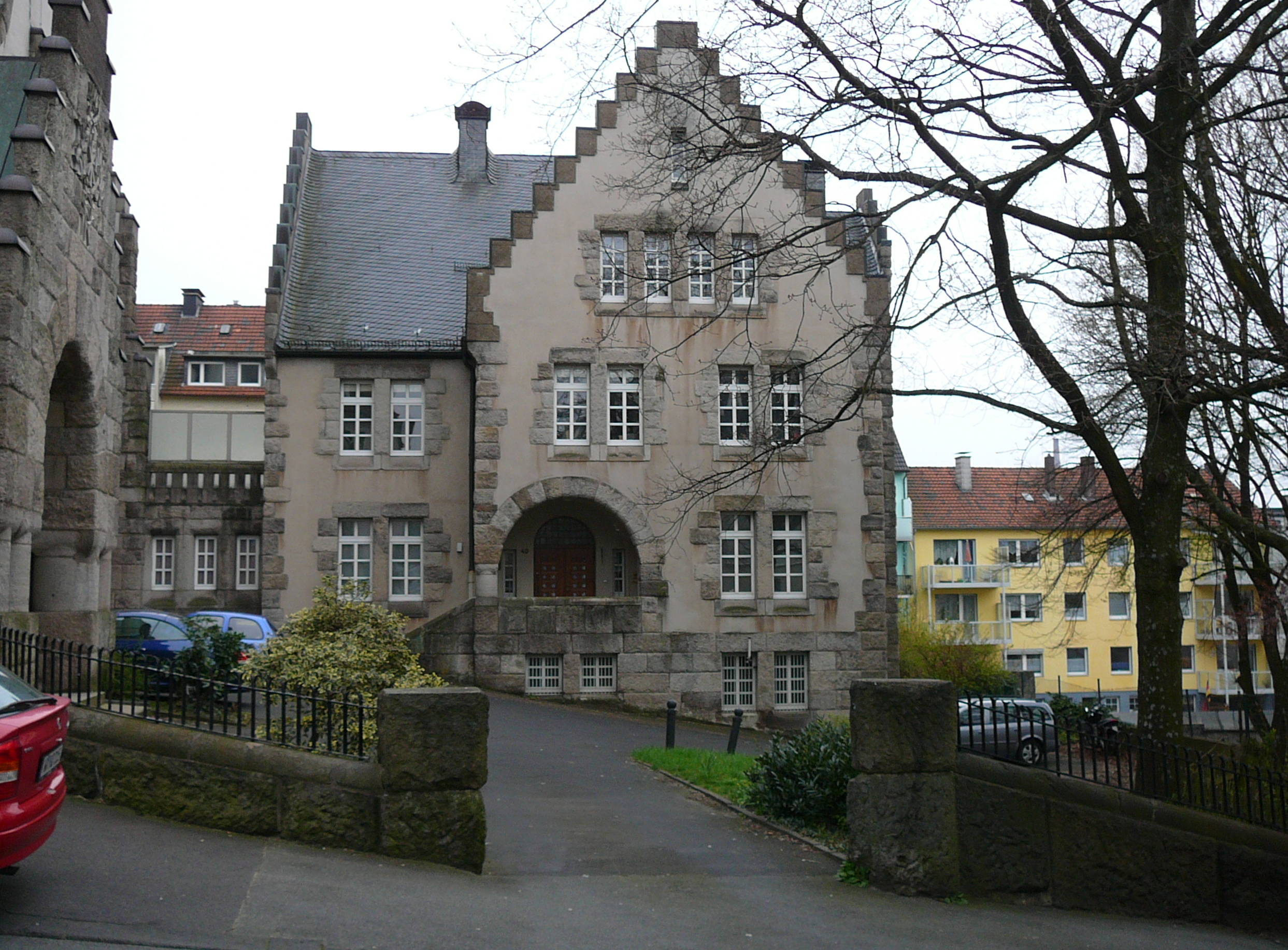
Das Pfarrhaus der Wuppertaler Lutherkirche, ein im gleichen Stil wie die zugehörige Kirche erbautes Pfarrhaus

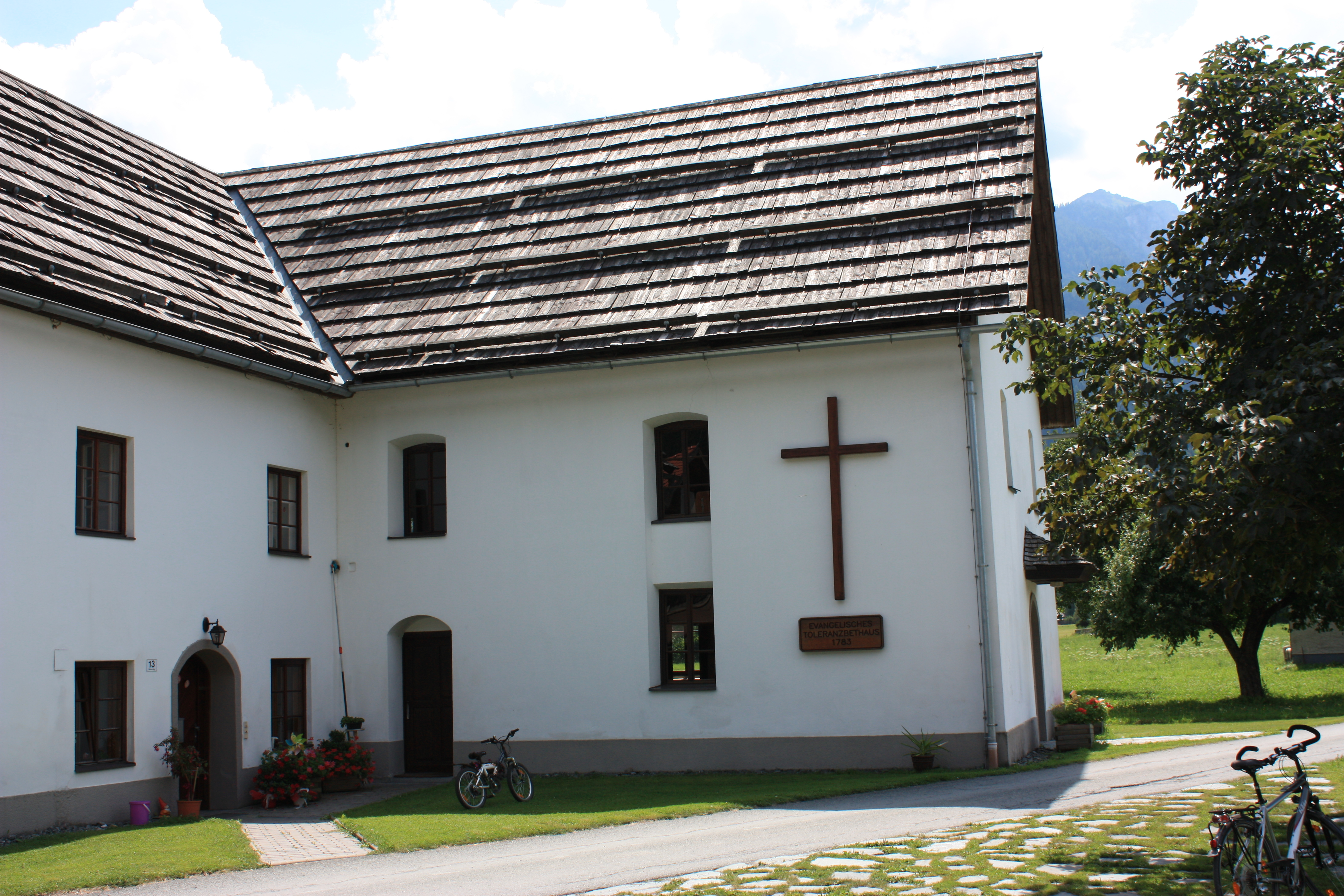
Watschiger Toleranzbethaus: Einheit aus Pfarr- und Bethaus

Ein Pfarrhaus (auch Pastorenhaus) ist ein Gebäude, in dem die Amtsräume oder die Dienstwohnung von Pfarrern, Pastoren oder auch anderen Seelsorgern untergebracht sind, für die zum Teil Residenzpflicht besteht. Das Pfarrhaus wird in der Regel von der Kirche oder der Kirchengemeinde unterhalten und war früher oft mit Pfründen verbunden. Da mit der Säkularisation die meisten Kirchengüter in die staatlichen Besitztümer übergingen, stehen noch heute viele Pfarrhäuser unter der Verwaltung der Bundesländer.
Das Pfarrhaus als kulturelle Institution wird oft als ein „Hort der Bildung und Bollwerk gegen säkularen Sinnverlust“ betrachtet. In Pfarrersfamilien spielt, ausgehend vom Beruf des Pfarrers, die Auseinandersetzung mit Werten oft eine besondere Rolle, und es wird zum Teil ein bewussterer, engagierterer Lebensstil angestrebt und vermittelt, so dass Pfarrerskinder vergleichsweise oft herausgehobene Positionen einnahmen.

## Begriff
Das Pfarrhaus (oder bei größeren historischen Gebäudekomplexen auch der Pfarrhof mit Pfarrscheune) wird in Teilen des deutschen Sprachraums auch als Widum, Wittum, Wiedenhof oder Pastorat, historisch auch als „Archipresbyterat“, „Presbyterat“, „Archidiakonat“ bzw. „Diakonat“ bezeichnet. In einigen Regionen innerhalb der norddeutschen evangelischen Landeskirchen spricht man auch von der Pastorei.
Viele Kirchen haben kein spezielles, ausformuliertes Pfarrhausrecht. Oft wird auf die Billigkeit abgestellt. In manchen Landeskirchen gibt es auch Pfarrhausrichtlinien.

## Architektur
Heute ist ein Pfarrhaus in der Regel ein frei stehendes Haus im Gebiet der Kirchengemeinde/Pfarrei, in dem sich neben der Dienstwohnung und dem Amtszimmer des Geistlichen auch das Gemeindebüro, die Registratur und manchmal Gemeinde- oder Konfirmandenräume befinden, früher auch Schulräume. Manchmal sind Pfarrhäuser Teil eines kirchlichen Zentrums, d. h. eines baulichen Ensembles aus Pfarr- und Gemeindehaus (Beispiel: Pfarrhaus und Gemeindehaus Köditz mit verbindendem Hof), aus Pfarrhaus und Kirche oder aus Pfarrhaus, Gemeindehaus und Kirche (Beispiel: Evangelische Kirche Crumbach), manchmal durch weitere Gebäude ergänzt (Kindergarten, Sozialstation usw.). Moderne Gemeindezentren vereinen teilweise Kirche und solche anderen Funktionsräume in einem Gebäude.
In manchen evangelischen Landeskirchen gibt es aktuell Pfarrhausrichtlinien. Darin ist vieles bezüglich Größe, Raumprogramm und Variationsmöglichkeiten geregelt. Alte Pfarrhäuser weichen oft von den Bestimmungen dieses Regelwerks ab.
Historische ländliche Pfarrhäuser unterschieden sich oft deutlich von den umgebenden Häusern und Höfen. Die strikte Trennung in ein Wohnhaus und ein Nebengebäude für die Landwirtschaft unterschied in vielen Ortschaften das Pfarrhaus von den üblichen Bauernhäusern.

## Geschichte
Die Kirche stellte den Geistlichen in vielen Gemeinden eigene Wohnräume zur Verfügung. Oft waren in der Römisch-katholischen Kirche damit weitere Einrichtungen wie Collegien, Schulen oder Propsteien verbunden. An Stiftskirchengemeinden war in der Regel eines der Stiftsgüter auch das Pfarrhaus.
Mit der Reformation bekam das Pfarrhaus noch mehr Bedeutung, da mit der Aufhebung des Zölibats für Pfarrer auch Pfarrfrauen (anstelle der Pfarrköchinnen oder Pfarrersköchinnen) und damit ganze Pfarrfamilien in die evangelischen Pfarrhäuser einzogen. Namhaftes Vorbild für die Rolle der Pfarrfrau und des damit häufig verbundenen offenen und gastfreundlichen Hauses war Martin Luthers Ehefrau Katharina von Bora. Pfarrerskinder kamen häufig in den Genuss einer überdurchschnittlichen Bildung. Unter dem landesherrlichen Kirchenregiment war der Pfarrer vielerorts Landesbeamter an vorderster Front und bildete zusammen mit dem Lehrer, Kantor und manchmal Bürgermeister den Kern der Bildungselite. Pfarrhäuser dienten unter anderem als „religiöses Biotop, politischer Gegenentwurf, bürgerliche Enklave oder antibürgerlicher Kampfschauplatz“.
Zahlreiche bedeutende Persönlichkeiten in ganz unterschiedlichen Sparten wuchsen in einem Pfarrhaus auf, darunter Friedrich Nietzsche, Jean Paul, Hermann Hesse, Johannes Rau, Frère Roger, Ingmar Bergman, Vincent van Gogh, Jane Austen, Paul Tillich, Friedrich Dürrenmatt, Matthias Claudius, Friedrich Schleiermacher, Christoph Blocher, Christopher Wren, Gudrun Ensslin, Klaus Harpprecht, Elisabeth Niejahr, Hans W. Geißendörfer, Angela Merkel, Rezzo Schlauch, Christine Lieberknecht, Margrethe Vestager, Benjamin von Stuckrad-Barre, Christoph Hein, Christoph Wonneberger, Martin Kohlhaussen.

## Das evangelische Pfarrhaus der Gegenwart
In jüngerer Vergangenheit wandelte sich die Rolle der Pfarrer, viele Pfarrfrauen gehen eigenen Berufen nach und es existieren Pfarrmänner. Damit einhergehend wandelte sich auch die Bedeutung des Pfarrhauses.

## Das katholische Pfarrhaus
Das Pfarrhaus als Haus des Priesters soll nach einem Beschluss der Würzburger Synode von 1974 zugleich ein Haus für die Gemeinde sein: „Haus und Haushalt des Priesters müssen seinem Dienst entsprechen“, was einen Stil erfordert, „der von Einfachheit und Schlichtheit geprägt ist und Rücksicht nimmt auf die Ärmeren in der Gemeinde“. Es gehört zum Vermögen der Pfarrei und soll in der Nähe der Pfarrkirche gelegen sein. Für den Pfarrer bestimmt das Kirchenrecht eine Residenzpflicht.
Häufig liegen im Pfarrhaus die Büroräume der Pfarrei, meist auch das Pfarrarchiv. In früherer Zeit war bei ländlichen Pfarreien ein Gästezimmer vorhanden, in dem auch der Bischof bei einer Visitationsreise übernachten konnte.
Durch die geringer gewordene Zahl von Priestern und die Zusammenlegung von Pfarreien werden heute viele Pfarrhäuser nicht mehr in ihrer ursprünglichen Funktion genutzt. Mitunter wurden sie zu Gemeinde- oder Jugendräumen umgebaut, häufig auch vermietet oder verkauft.

### Pfarrhaushälterin
Im Priesterhaushalt war früher in der Regel die Pfarrhaushälterin (auch Pfarrfrau, Pfarrhausfrau) tätig, oft eine weibliche Verwandte des Priesters. Die Zahl der Priester hat abgenommen und viele Priester verzichten auf die ständige Dienstleistung und organisieren ihren Haushalt anders. Die Zahl der Pfarrhaushälterinnen wird in Deutschland heute auf etwa 800 Frauen in Vollzeitanstellung geschätzt, gegenüber etwa 8000 in den 1970er-Jahren. Sie waren im Bundesverband der Pfarrhaushälterinnen Deutschland organisiert der sich wegen zurückgegangener Mitgliedszahlen zum 1. Jul5 aufgelöst hat.
. Die Haushälterin ist Angestellte des Priesters in Vollzeit- oder Teilzeitanstellung, kann aber neben der Haushaltsführung im Pfarrhaus weitere Aufgaben in der Pfarrgemeinde übernehmen, abhängig vom Einsatzbereich des Priesters als Pfarrer, Religionslehrer oder Geistlicher im Verwaltungsdienst. Sie kann im Pfarrhaus oder außerhalb wohnen.
Die Würzburger Synode definierte ihre Tätigkeit als „kirchlichen Dienst“, durch den der Priester „freier für seine pastoralen Aufgaben“ werde. Als Voraussetzungen für die Tätigkeit der Pfarrhaushälterin nennt der Berufsverband eine gute Allgemeinbildung, abgeschlossene Berufsausbildung, fundierte hauswirtschaftliche Kenntnisse, hohe Sozialkompetenz, Selbstbewusstsein und Diskretion, Akzeptanz der priesterlichen Lebensweise und eine Zugehörigkeit zur katholischen Kirche.

## In der Literatur
Da Pfarrer oft in der Literatur vorkommen, spielt auch das Pfarrhaus immer wieder eine Rolle. Für die evangelischen Pfarrhäuser wird das besonders in den Romanen Lennacker. Das Buch einer Heimkehr (1938) von Ina Seidel und Der Mann auf der Kanzel (1979) von Ruth Rehmann deutlich. Auch Gösta Berling ist ein Beispiel sowie die vielen Romane über Pfarrer, die in Kriminalfällen ermitteln, wie zum Beispiel die Pater-Brown-Romane von G. K. Chesterton. Darüber hinaus werden bestimmte Bilder auch in Fernsehserien wie Herzensbrecher – Vater von vier Söhnen und anderen vermittelt.